# Andrija Medulić
Andrija Medulić (Andrea Schiavone, Andrea Meldolla, Andrija Zadranin; Zadar ili Nadin, 1510. – 1515. - Mletci, 1. prosinca 1563.), hrvatsko-talijanski renesansni slikar i grafičar, jedan od najistaknutijih predstavnika talijanskog manirizma. 

## Životopis
Nedostatak izvornih podataka o Andriji Meduliću zvanom Schiavone razlog je što su uz njega još uvijek vezane mnoge nepoznanice. Njegove slike nisu potpisane, a tek neke grafike nose umjetnikovo ime ili monogram. Nije poznata ni točna godina rođenja, a niti izvori pravoga oblika imena, što je u prošlosti dovelo do udvostručenja njegova imena, Meldolla i Schiavone, kao ni kronologije i atribuiranja pojedinih djela. 
Još uvijek se u stručnoj literaturi nailazi na podatke da je rođen između 1510. i 1515. (čak 1522.) u Zadru (o tome svjedoči slikareva oporuka iz 1563. godine, koju je slikar sam napisao), no sigurno se može potvrditi da u Mletcima djeluje kao priznati slikar prije 1540. godine. Tome svjedoči Giorgio Vasari, talijanski slikar, arhitekt i književnik u svom djelu o biografijama umjetnika (Vite de' più eccellenti architetti, pittori, et scultori Italiani (1550. – 1568.). Medulić je umro u Mletcima 1. prosinca 1563. godine.
Hrvatski oblik umjetnikova prezimena Medulić uvodi Ivan Kukuljević Sakcinski, bez znanstvene osnove i temeljem krive interpretacije arhivskog dokumenta, no taj se oblik imena uvriježio u hrvatskoj literaturi.
Istraživanja zadarskih povjesničara temeljena na arhivskim dokumentima od 1459. do 1505., utvrdila su da je slikareva obitelj porijeklom iz gradića Meldolla u okolici grada Forli u Romagni, odakle su preselili u Zadar obnašajući vojnu službu Mletačke Republike. Upravo po tom gradiću svi su se Andrijini preci nazivali "de Meldula", "da Medola", "de Medolla", "de Meldola" ili "Meldola".
Kao mlađi suvremenik Julija Klovića, radio je uglavnom u Mletcima. Pripadao je Tizianovom krugu, a svojim manirizmom preteča je baroka. Njegovo je djelo pravi koloristički preobražaj, no potpuno će uvažavanje postići tek u retrospektivi u 17. stoljeću i kasnije. 

## Stvaralaštvo
U Medulićevim crtežima i bakrorezima osjeća se snažan utjecaj Parmigianinia kod kojega je vjerojatno učio u Bologni ili Parmi. Medulić je u Mletcima bio jedan od najizrazitijih predstavnika manirističkog slikarstva, a sredinom 16. stoljeća utjecao je i na mladog Tiziana i Tintoretta.
U Italiji je među prvima radio samostalne pejzaže. Također je radio i crteže, bakropise, freske i ulja na platnu. U brojnim bakropisima uveo je novu tehniku suhe igle. Naglašenom dinamikom likova i neobičnim svjetlosnim efektima, nametnuo se kao jedan od najvažnijih slikarskih osobnosti talijanskog cinquecenta.
Djela mu se čuvaju u najpoznatijim europskim muzejima i galerijama: u bečkom Kunsthistoriches Musemu, firentinskim Uffizi i galeriji Pitti, u Veneciji, ali i u fondu Grafičke zbirke NSK u Zagrebu. Znamenita Medulićeva slika je Vjenčanje mletačkog dužda s morem u crkvi sv. Marka u Veneciji.

## Vanjske poveznice
Ostali projeti
|  | Zajednički poslužitelj ima još gradiva o temi Andrija Medulić |

Mrežna mjesta
- Medulić, Andrija, Hrvatski biografski leksikon, hbl.lzmk.hr
- Andrija Medulić  Arhivirana inačica izvorne stranice od 23. lipnja 2016. (Wayback Machine), Medulićevih 15 digitaliziranih bakropisa iz Digitalne zbirke Grafičke zbirke NSK, db.nsk.hr
- Meldolla, Andrea, detto lo Schiavone, Dizionario Biografico degli Italiani (Talijanski biografski leksikon), www.treccani.it (tal.)